# Lavdrim Skenderi
Lavdrim Skenderi (in macedone Лавдрим Скендери?; Tetovo, 17 gennaio 1994) è un calciatore macedone, attaccante del Vëllazërimi 77.

## Carriera

### Club
Il 1º luglio 2017 viene acquistato a titolo definitivo dalla squadra macedone del Renova.